# 河南實里
河南實里（日语：河南実里，1997年9月18日—），日本AV女優。所屬事務所是CRUSE GROUP。

## 個人簡歷
2017年3月從AV界出道。
AV OPEN 2018的ハード部門中，在粉絲投票部門被選為女優賞的第1名。
興趣是購物，擅長眨眼。
2020年3月從大學畢業。同年9成為FALENO的專屬女優。

## 外部連結
- 河南実里的X（前Twitter）（2018年2月1日 - ）